# ミシェル＝リシャール・ドラランド

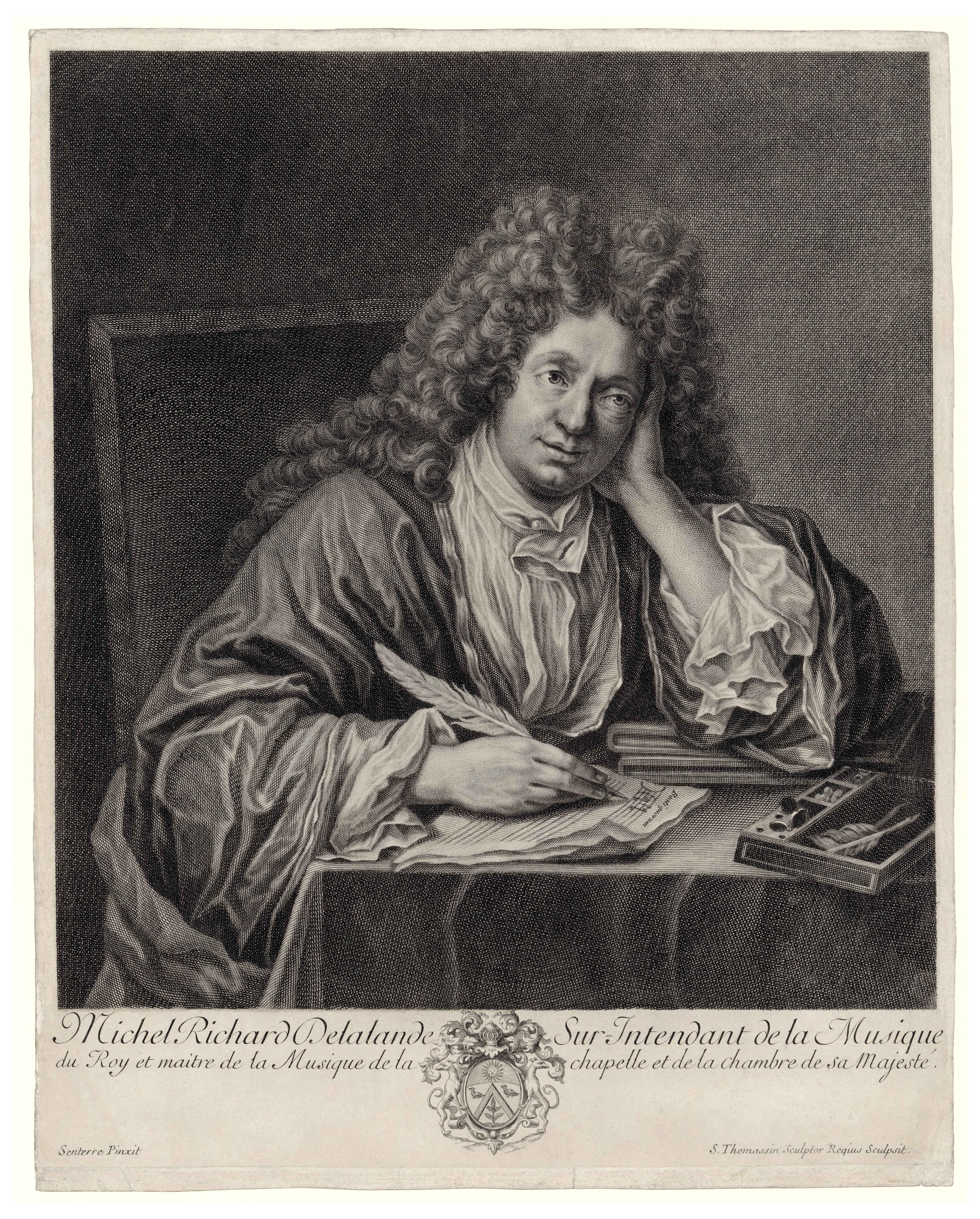
ミシェル＝リシャール・ドラランド

ミシェル＝リシャール・ドラランド Michel-Richard Delalande ［またはド・ラランド de Lalande］（1657年パリ - 1726年6月18日ヴェルサイユ）は、フランス・バロック音楽の作曲家で、フランス宮廷オルガニスト。

## 生涯
ジャン＝バティスト・リュリやフランソワ・クープランと同時代に、太陽王の宮廷音楽家として活躍。ルイ14世の王女の音楽教師を務め、1714年から没年まで王室礼拝堂の楽長を務めた。
作曲家としては多作家で、バレエ音楽や宮廷音楽も作曲しているが、とりわけ《王宮のためのサンフォニー Simphonies pour les Soupers du Roy 》と呼ばれる一連のファンファーレの作曲で有名である（Simphonies はあるいはSymphonies とも綴られ、または「王宮のための…」と言わずに、単に「サンフォニー」と略称することもある）。